# Maidières
Maidières ist eine französische Gemeinde mit 1.495 Einwohnern (Stand: 1. Januar 2022) im Département Meurthe-et-Moselle in der Region Grand Est (bis 2015 Lothringen). Sie gehört zum Arrondissement Nancy und zum Kanton Pont-à-Mousson.

## Geografie
Maidières liegt etwa 25 Kilometer nordnordwestlich von Nancy. Umgeben wird Maidières von den Nachbargemeinden Montauville im Westen und Norden, Pont-à-Mousson im Norden und Osten sowie Blénod-lès-Pont-à-Mousson im Süden.
Die frühere Route nationale 58 (heutige D958) begrenzt die Gemeinde im Norden. Die Gemeinde liegt im Regionalen Naturpark Lothringen.

## Geschichte und Bevölkerungsentwicklung
Schon in den Jahren 796/7 hatte das Kloster Gorze hier Besitz (Regnum Francorum online Gorze Nr. 039). Im Jahr 884 schenkte König Karl der Dicke "Magdera" an den Bischof von Lüttich (MGH DD Ka.III Nr. 104). Es folgte noch im Jahr 993 die Schenkung von "Maidera" durch Kaiser Otto III. an das Peterskloster in Metz (Regesta Imperii II,3, Nr. 1085). Dann schweigen die Quellen für lange Zeit. 
| Jahr      | 1962 | 1968 | 1975 | 1982 | 1990 | 1999 | 2006 | 2019 |
| Einwohner | 1143 | 1564 | 1571 | 1447 | 1353 | 1366 | 1521 | 1547 |

## Sehenswürdigkeiten
- Kirche Saint-Nicolas, romanischer Turm, im Übrigen aus dem 19. Jahrhundert
- Schloss Prochebois aus dem 18. Jahrhundert
- Schloss Casanova, Anfang des 18. Jahrhunderts erbaut
- Kapelle Notre-Dame-des-Anges (Casanova) aus dem 16. Jahrhundert

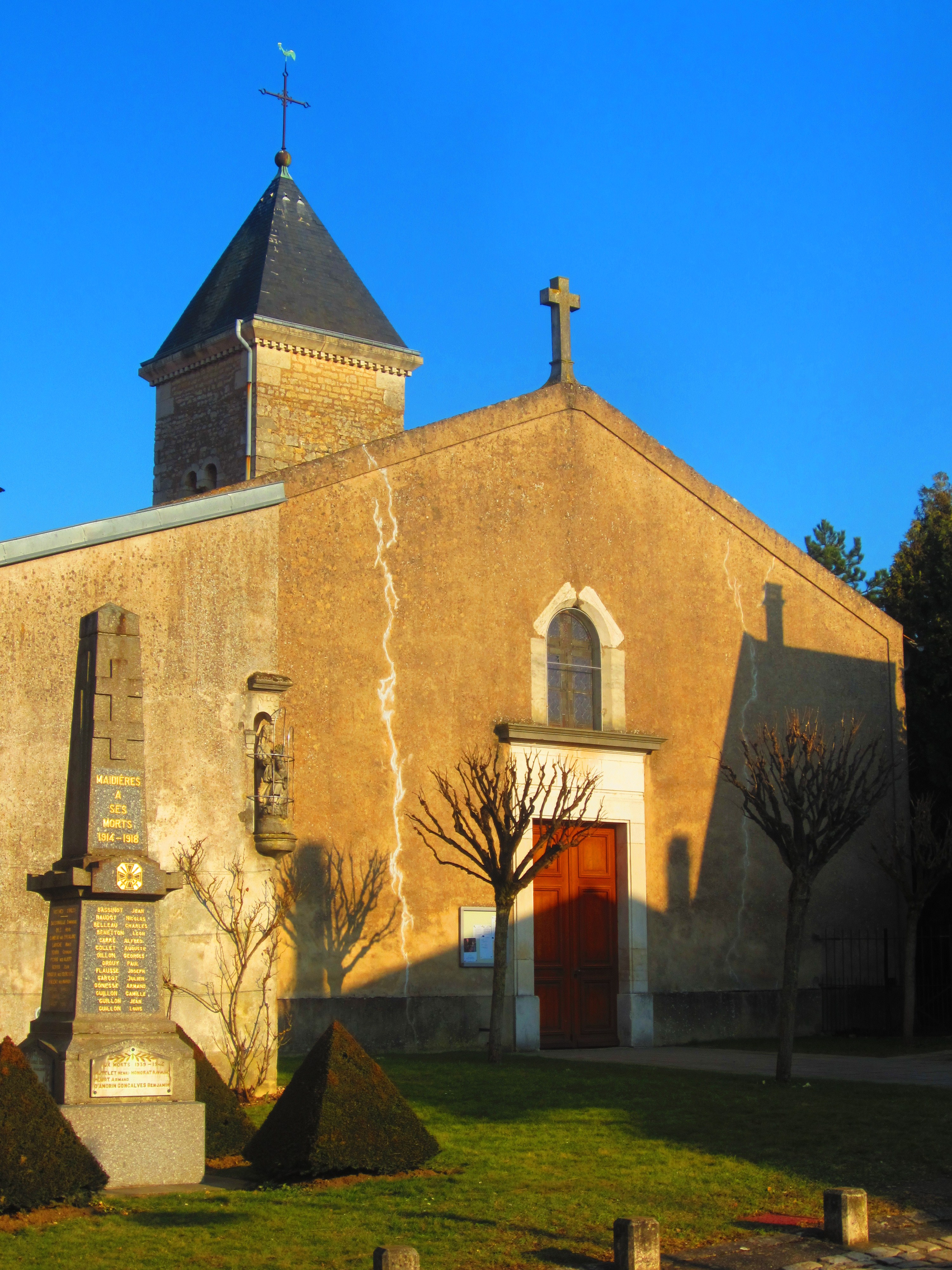
Kirche Saint-Nicolas
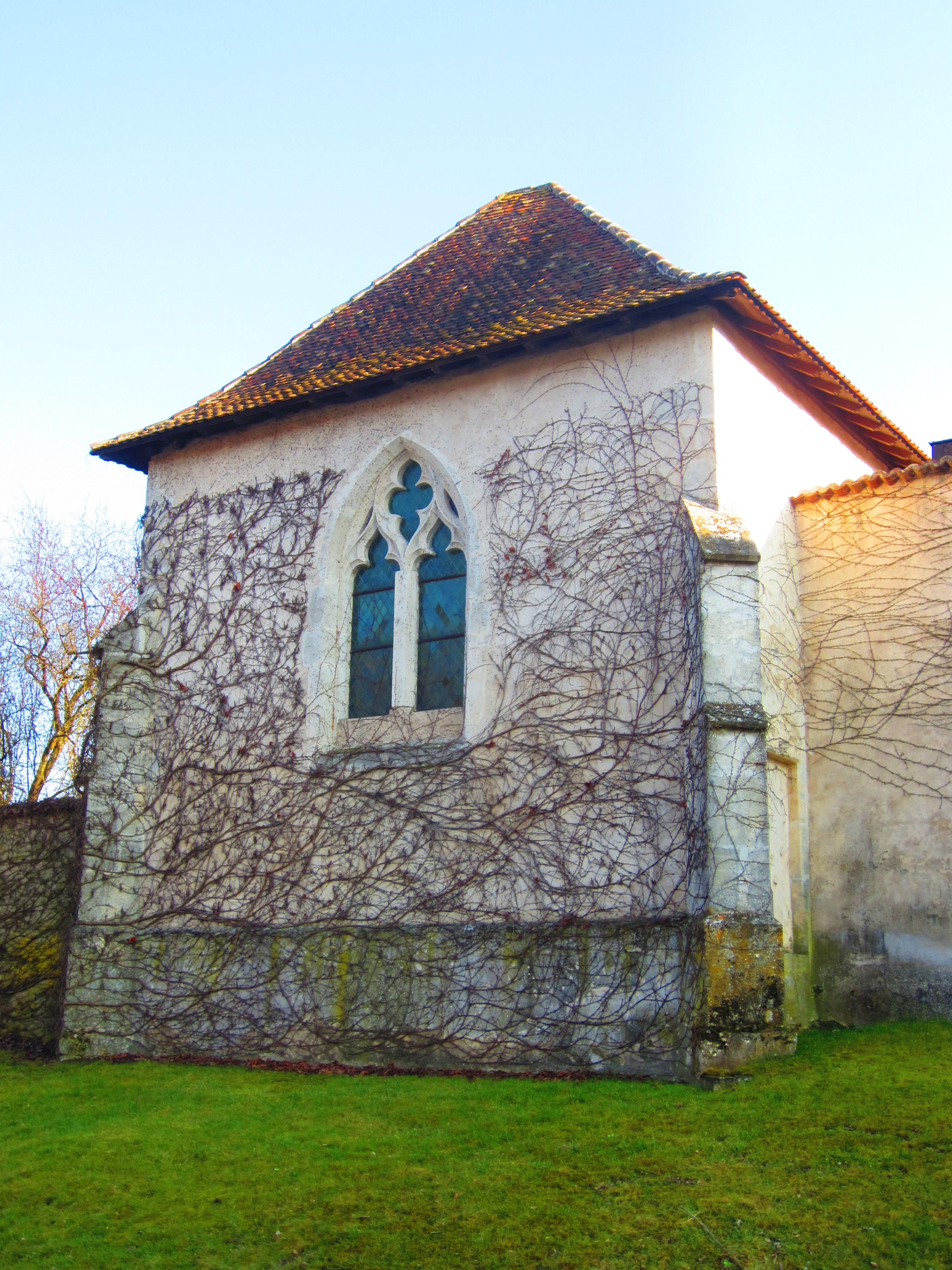
Kapelle Casanova

## Persönlichkeiten
- Jerzy Jóźwiak (1939–1982), polnischer Fußballspieler